# Condado de Colorado
El Condado de Colorado es un condado de estado de Texas, en Estados Unidos. En el año 2000 la población era de 20.390 habitantes. La sede del condado es Columbus. El nombre tiene relación con el Río Colorado del Estado de Texas.
De acuerdo con la Oficina del Censo de los Estados Unidos, el condado ocupa un área de 2.522 km² de los que solo 28 km² (1,09%) es agua.

## Condados adyacentes
- Condado de Austin  (noreste)
- Condado de Wharton  (sureste)
- Condado de Jackson  (sur)
- Condfado de Lavaca  (suroeste)
- Condado de Fayette  (noroeste)